# Batuarimo
Batuarimo is een bestuurslaag in het regentschap Tapanuli Utara van de provincie Noord-Sumatra, Indonesië. Batuarimo telt 382 inwoners (volkstelling 2010).